# 第十四航空隊 (2代)
第十四航空隊（二代）（だい14こうくうたい）および1942年11月1日より改称した第八〇二海軍航空隊（だい802かいぐんこうくうたい）は、日本海軍の部隊の一つ。横浜海軍航空隊・東港海軍航空隊に続く第三の飛行艇部隊として、外洋偵察・哨戒行動に従事した。

## 沿革
太平洋戦争序盤の攻略が順調に進捗したが、ヤルートを拠点としていた横浜海軍航空隊（浜空）をラバウルに前進させる必要性が生じた。しかしハワイからミッドウェー島方面の哨戒部隊を維持する必要もあったため、チモール島に進出していた東港海軍航空隊（東港空）から1個飛行隊を捻出し、浜空の残留1個飛行隊と連合して特設の飛行艇航空隊をヤルートに残留させることとした。そこで昭和17年（1942年）4月1日、東港空飛行隊の第1陣が到着したことを受けて、二代目となる十四空を立ち上げた。しかし、東港空飛行隊の合流は1ヶ月かかったうえ、最終便2機が全損したため、編制当初から定数に達していない。

### 昭和17年
- 4月1日 ヤルート環礁イミエジ基地で臨時編制。第十一航空艦隊第二十四航空戦隊に配属（飛行艇16機）。
- 5月31日 第二次K作戦正式に中止決定。
- 5月 アリューシャン列島攻略作戦第4空襲部隊に全機投入。

以後、イミエジに本隊、マキン環礁に分遣隊を置き、ギルバート諸島・ナウル・オーシャン島方面の哨戒に従事。
- 8月17日 マキンに敵海兵隊上陸。機体は不在で損害なし、地上要員に死傷者多数。

マキン奇襲部隊撤収後に分遣隊復帰、マキンの駐留再開。
- 10月1日 二式水上戦闘機12機を追加。
- 11月1日 第八〇二海軍航空隊に改称。第十一航空艦隊附属に転属。

### 昭和18年
- 9月1日 第十一航空艦隊第二十二航空戦隊に転属。
- 9月14日 マキンより1機でエスピリッツサント島を空襲。
- 9月18日 マキン空襲。機体全損。
- 10月21日 水上戦闘機隊を第九〇二海軍航空隊に移譲。
- 11月14日 ギルバート諸島・マーシャル諸島全土に大空襲。イミエジ基地で3機喪失、ウォッゼ環礁に撤退。
- 12月7日 二十二航戦所属部隊はマリアナ諸島に撤退・6機に回復、マーシャル防衛は第二十四航空戦隊が継承。

鴨遊波夫司令以下、司令部および基地要員の多くはウォッゼに残留。

### 昭和19年
- 1月 クェゼリン環礁・エニウェトク環礁攻略に備えてマーシャル諸島への空襲激化。
- 2月2日 トラック環礁に3機進出。マーシャル諸島各地の残存航空要員を5日間で収容。

鴨司令は救出を断固拒絶し、40名の要員を優先的に収容させ、2月13日の艦砲射撃で戦死。
- 2月12日 八〇一空2機と共同で1機がクエゼリン環礁ルオット島を空襲。
- 4月1日 サイパン島で解隊。残存機は八〇一空に合流。

飛行艇の運用が困難になったうえに、「あ号作戦」準備のためにマリアナ諸島には多数の陸上機部隊が集結し、飛行艇に割く物資および人員が確保しにくくなった。実戦に向かない八〇二空は内地に送還され、本土近海の哨戒活動に充てるために八〇一空に合流した。

## 主力機種
- 二式飛行艇
- 二式水上戦闘機

## 歴代司令
- 中島第三：昭和17年4月1日-
- 鈴木由次郎：昭和18年3月1日-
- 鴨遊波夫 大佐：昭和18年10月25日-昭和19年2月13日ウォッゼ島空襲で戦死
- 昭和19年4月1日解隊